# テルコム・インドネシア
テルコム・インドネシア (Telkom Indonesia) 、正式社名PT テレコムニカシ・インドネシア (PT Telekomunikasi Indonesia Tbk) は、インドネシア政府の保有企業で、同国最大の通信企業。ジャワ島のバンドンに本社を置く。